# Chernes gobiensis
Chernes gobiensis är en art av spindeldjur som beskrevs 1982 av de slovakiska araknologerna Miroslav Krumpál och Matej Kiefer. Den ingår i släktet Chernes och familjen blindklokrypare (Chernetidae). Inga underarter finns listade i Catalogue of Life.